# YMCA Łódź
YMCA Łódź – łódzki oddział Związku Młodzieży Chrześcijańskiej Polska YMCA, będącego częścią światowego aliansu organizacji YMCA.
Celem YMCA jest prowadzenie działalności edukacyjnej, sportowej, charytatywnej i wychowawczej.

## Historia

### II Rzeczpospolita
Polską YMCA powołał do życia amerykański delegat organizacji Paul Super 8 grudnia 1923. Zorganizowano ogniska (oddziały) w kilku miastach, również w Łodzi. Dyrektorem ogniska został Aleksander Leśniewicz. Pierwszą siedzibą YMCA Łódź był budynek przy ul. Piotrkowskiej 243.
Gmach, będący obecnie siedzibą łódzkiego ogniska, powstał w latach 1932–1935 według projektu Wiesława Lisowskiego (pływalnia – pierwsza kryta pływalnia w Łodzi – została oddana do użytku w 1936). Przed wojną budynek był uważany za najlepiej wyposażony gmach organizacji YMCA w Europie. W tym czasie łódzką „Imką” kierował Amerykanin Harold J. Rounds. W 1938 rozpoczęły się prace nad skrzydłem budynku od ulicy Moniuszki.
Rozwój YMCA Łódź został zatrzymany podczas II wojny światowej. W budynku organizacji, podówczas przy Dietrich–Eckart–Strasse, działał klub dla oficerów niemieckich.

### Polska Ludowa
YMCA Łódź reaktywowano w 1945 (prowadziła wtedy również kursy przysposobienia zawodowego). W 1949 od strony zachodniej dobudowano salę teatralną według projektu Stanisława Kowalskiego. 
W budynkach YMCA w Polsce po wojnie grywano jazz, a łódzkiej siedzibie YMCA działał Jazz Klub Melomani. Zakazano tego w 1949 roku. Szczególnie drastycznie rozprawiono się z jazzem w łódzkiej YMCA, gdzie spalono całą bibliotekę, a płyty potłuczono. 
Zawodnicy YMCA Łódź byli pierwszymi mistrzami Polski w siatkówce mężczyzn (w 1929). Złoty medal mistrzostw kraju zdobyli również koszykarze (w 1948).
W grudniu 1949 YMCA Polska została rozwiązana przez władze, a majątek organizacji znacjonalizowano.
W budynku łódzkiej „Imki” pomieszczono Młodzieżowy Dom Kultury. Z dniem 1 września 1964 r. zmieniono nazwę na Pałac Młodzieży im. Juliana Tuwima. W sali teatralnej utworzono Teatr Rozmaitości, który jednak nie był samodzielną jednostką. Funkcjonował jako sala teatralna dla okazjonalnych przedstawień prezentowanych w Łodzi. Z czasem stał się drugą sceną zawodowego Teatru 7.15. Pałac Młodzieży był placówką zajęć pozalekcyjnych (pracownie techniczne, teatralne, baletowe, naukowe oraz sekcje sportowe). W 1975 powstał tu Harcerski Zespół Pieśni i Tańca „Krajki”, reprezentacyjny zespół Chorągwi Łódzkiej ZHP.

### III Rzeczpospolita
Łódzka YMCA wznowiła działalność w 1990. Budynek przy ul. Moniuszki został odzyskany przez organizację w 1993. Z powodu braku porozumienia pomiędzy władzami miasta a kierownictwem łódzkiej YMCA w sprawach finansowych i dalszego funkcjonowania Pałacu przy ul. Moniuszki, został on przeniesiony do budowanego gmachu na osiedlu Retkinia w zachodniej części Łodzi. Po wyprowadzeniu się Pałacu miasto na krótki okres ulokowało w „Imce” kilka swoich agend.
Od czasu reprywatyzacji stan techniczny budynku pogarsza się (m.in. nie działa pływalnia). Duża jego część stoi pusta. W części obiektu prowadzona jest działalność statutowa, w pozostałej, na zasadzie wynajmu, działalność komercyjna, np. dawny teatr został gruntowanie przebudowany i jest wykorzystywany na działalność restauracyjną.
Obiekt został uwieczniony w dziełach filmowych, np. w „Aktorach prowincjonalnych” Agnieszki Holland czy „Porno” Marka Koterskiego.

## Architektura gmachu
Obiekt modernistyczny (zmodernizowany klasycyzm); zbudowany z prostopadłościennych brył o zróżnicowanej wysokości (rozbicie na bryły jest wyrazem funkcjonalizmu). Od ul. Moniuszki część środkowa cofnięta, po bokach ryzality. Budynek urozmaicony pionowymi lizeno-skarpami oraz podcieniami od strony północnej. We wnętrzu zaplanowano basen, sale teatralne, bibliotekę z czytelnią, sale wykładowe oraz klubowe. 
Gmach ten to „jedno z najważniejszych łódzkich dzieł lat międzywojennych związanych z nurtem modernistycznym".
Budynek pozostaje w złym stanie, zaprzestano wykorzystywania basenu; obiekt wymaga pilnego remontu.

## Zajęcia prowadzone w YMCA Łódź
- aerobik
- nauka jazdy na łyżworolkach dla dzieci i dorosłych
- sekcja koszykówki
- kurs rysunku i malarstwa
- łódzki klub miłośników fantastyki
- karate dla dzieci (Budokai Kyokushin(inne języki))
- zajęcia dla kobiet w ciąży oraz dla matek i niemowląt[12]

Ognisko bierze udział w programie Komisji Europejskiej „Młodzież w działaniu”, wspierającym uczestnictwo w kształceniu pozaszkolnym (edukacji pozaformalnej).